# Ship Ahoy (film 1919)
Ship Ahoy è un cortometraggio muto comico del 1919 diretto ed interpretato dall'attore Charley Chase (con il nome Charles Parrott).

## Trama
Il saltimbanco Charlie entra in una nave come mozzo, per guadagnarsi qualche spicciolo. Il capitano sembra una persona tanto gentile, in realtà e un bruto e tenta di mettere le mani addosso ad una ragazza per portarsela via. Charlie riesce ad accorrere appena in tempo e a suon di cazzotti farà capire al capitano chi comanda. Sistemato il bullo, Charlie e Miss Casey se ne vanno via allegri dalla nave.

## Produzione
Il film fu prodotto dalla Bull's Eye, una piccola compagnia che fu attiva per qualche anno producendo, dal 1918 al 1928, una sessantina di pellicole.

## Distribuzione
Il film uscì nelle sale cinematografiche USA nel febbraio 1919.